# Riama laudahnae
Riama laudahnae är en ödleart som beskrevs av  Köhler och LEHR 2004. Riama laudahnae ingår i släktet Riama och familjen Gymnophthalmidae. Inga underarter finns listade i Catalogue of Life.